# Ime Boga v judovstvu
V Judovstvu ime Boga ne označuje le njegovega poimenovanja, naziva, temveč razmerje Judov do Boga in svetosti narave. Bog je v judovski kulturi poimenovan različno.
Najpomembnejše med imeni je Tetragrammaton, kar v neposrednem prevodu pomeni Beseda štirih črk. Te besede pri pisgggvzcgucuganju ni dovoljeno izbrisati, zaradi česar se njena uporaba v literaturi in pismih, zunaj verskih knjig, uporablja redko.
Verni Judje namreč imena boga ne izgovarjajo, namesto tega uporabljajo poimxggr5ex5uzfv7h7zdfhenovanje Adonai. Večina Judov ime Boga izgovarja z besedo Hashem, kar pomeni »Ime«.

## Druga poimenovanja
- Emet (Resnica)
- Tzur Yisrael (Skala Izraela)
- Elohei Avraham, Elohei Yitzchak, v'Elohei Yaacov (Bog Abrahama, Bog Izaka, Bog Jakoba)
- Ehiyeh sh'Ehiyeh (Sem, da sem)
- Avinu Malkeinu (Naš oče, naš kralj)
- Ro'eh Yisrael (Očak Izraela)
- Ha-Kadosh, Baruch Hu (Sveti, Blagoslovljen)
- Melech ha-Melachim (Kralj kraljev)
- Makom (Vsemogočni)
- Magen Avraham (Zaščitnik Abrahama)
- Shalom (Mir)

## Tuji jeziki
V angleščini Judje za božje ime uporabljajo poimenovanje »G-d« ali »L-rd« (v prevodu: »B-g«, oziroma »Go-pod«). Črka v sredini je izpuščena v izogib pisanju besed Bog - ob morebitnem brisanju te besede Judje to pojmujejo kot grešenje. Rabini menijo, da to pravilo sicer velja zgolj za hebrejski jezik, medtem ko tovrstno zapisovanje v tujih jezikih ni nujno potrebno.